# Ветковский район
Ве́тковский райо́н (бел. Ве́ткаўскі раён) — административная единица на востоке Гомельской области Республики Беларусь. Административный центр — город Ветка.
Численность населения — 16 962 человек (на 1 января 2025 года).

## Геральдика
Решение об утверждении герба, флага и положений о них было принято Ветковским районным Советом депутатов 17 апреля 2001 года № 19. Герб и флаг зарегистрированы в Гербовом матрикуле Республики Беларусь 3 августа 2001 года № 64. 

## История
Район был заселён с глубокой древности, возле деревни Светиловичи обнаружены кремнёвые орудия труда эпохи палеолита. Первые населённые пункты на территории Ветковского района впервые упоминаются с XV века: Новосёлки, Присно и Хальч — ок. 1443 года, Шерстин — в 1450 году, Светиловичи, Голодно, Ухово — в 1503 году. В XVI веке большая часть территории района входила в Гомейскую и Чечерскую волости Великого княжества Литовского. В результате религиозной реформы патриарха Никона в России десятки тысячи людей (старообрядцы) эмигрировали в Речь Посполитую. К 1722 году в районе Ветки насчитывалось 23 слободы старообрядцев, в которых проживало до 40 тысяч человек. Некоторое время Ветка была крупным центром старообрядчества.
Ветковский район Гомельского округа Белорусской ССР был образован 8 декабря 1926 года на территории Ветковской волости Гомельского уезда Гомельской (ранее — Могилёвской) губернии. 4 августа 1927 к району было присоединено 5 сельсоветов упразднённого Добрушского района и 29 сельсоветов упразднённого Светиловичского района. Первоначально в состав района входило 24 сельсовета, к концу 1927 года общая численность сельсоветов достигла 58, но 30 декабря 1927 года их количество было сокращено вдвое в результате укрупнения. 26 июля 1930 года из-за ликвидации окружного деления район перешёл в прямое республиканское подчинение. 10 февраля 1931 года к району был присоединён один сельсовет временно упразднённого Гомельского района, в тот же день один сельсовет был передан в черту города Гомеля, но 10 мая возвращён Ветковскому району. 12 февраля 1935 года 3 сельсовета были переданы вновь образованному Добрушскому району, 14 сельсоветов — вновь образованному Светиловичскому району. 20 февраля 1938 года район вошёл в состав Гомельской области. 24 января 1939 года территория колхоза «Городок» была передана из Ветковского района в Светиловичский район. К началу 1941 года район состоял из 14 сельсоветов.
17 декабря 1956 года Ветковскому району было передано 8 сельсоветов повторно упразднённого Светиловичского района БССР, а 2 сельсовета Ветковского района вошли в состав Добрушского района. 14 ноября 1957 года и 24 марта 1960 года к Ветковскому району было присоединено по одному сельсовету Чечерского района. 25 декабря 1962 года район был упразднён, его территория присоединена к Гомельскому району. 6 января 1965 года район создан повторно, причём к его территории были добавлены 2 сельсовета, переданные Добрушскому району девятью годами ранее.
20 октября 1995 года административные единицы Ветковский район и город Ветка, имеющие общий административный центр, объединены в одну административную единицу — Ветковский район. 

## Административное устройство
В районе 8 сельсоветов:
- Великонемковский
- Даниловичский
- Неглюбский
- Приснянский
- Радужский
- Светиловичский
- Столбунский
- Хальчанский

Упразднённые сельсоветы:
- Малонемковский
- Шерстинский
- Яновский

11 января 2023 года Столбунский, Малонемковский и Яновский сельсоветы Ветковского района Гомельской области объединены в одну административно-территориальную единицу — Столбунский сельсовет, с включением в его состав земельных участков Малонемковского и Яновского сельсоветов.
9 апреля 2023 года упразднён Шерстинский сельсовет, населённые пункты включены в состав Приснянского и Радужского сельсоветов.

## География
Площадь района составляет 1550 км² (по другой оценке — 1563 км²; 15-е место). Район граничит на севере с Чечерским, на западе — с Буда-Кошелёвским, на юго-западе — с Гомельским, на юго-востоке — с Добрушским районами Гомельской области, на востоке — с Красногорским и Новозыбковским районами Брянской области Российской Федерацией.
Основные реки — Сож, Беседь, Неманка, Покоть.
В связи с аварией на Чернобыльской АЭС в районе упразднено 8 сельских и один городской Совет, ликвидировано 8 хозяйств, 59 населённых пунктов отселены.
В 1978 году на территории района с целью охраны дикорастущих лекарственных растений был образован Ветковский биологический заказник.

## Демография
Численность населения — 16 962 человек (на 1 января 2025 года), в том числе городское — 8 580 человек (Ветка — 8 580 человек), сельское — 8 382 человек.
Население района — 17 268 человек, в том числе в городских условиях (Ветка) проживают 8 625 человек (на 1 января 2023 года), в сельских — 8 643 человек. Всего в районе 140 населённых пунктов, из них заселённых 81, в том числе город Ветка и 8 сельсоветов.
На 1 января 2018 года 19,5% населения района были в возрасте моложе трудоспособного, 52,5% — в трудоспособном возрасте, 28% — в возрасте старше трудоспособного. Средние показатели по Гомельской области — 18,3%, 56,6% и 25,1% соответственно.
Коэффициент рождаемости в районе в 2017 году составил 13,1 на 1000 человек, коэффициент смертности — 20,6. Всего в 2017 году в районе родилось 233 и умерло 367 человек. Коэффициент смертности один из самых высоких в области (выше только в Петриковском районе — 23). Средние показатели рождаемости и смертности по Гомельской области — 11,3 и 13 соответственно, по Республике Беларусь — 10,8 и 12,6 соответственно. Сальдо миграции положительное (в 2017 году в район приехало на 182 человека больше, чем уехало.
В 2017 году в районе было заключено 113 браков (6,3 на 1000 человек) и 44 развода (2,5 на 1000 человек). Средние показатели по Гомельской области — 6,9 браков и 3,2 развода на 1000 человек, по Республике Беларусь — 7 и 3,4 соответственно.
| Численность населения | Численность населения | Численность населения | Численность населения | Численность населения | Численность населения | Численность населения | Численность населения |
| 1970                  | 1979                  | 1989                  | 1996                  | 2000                  | 2001                  | 2002                  | 2003                  |
| --------------------- | --------------------- | --------------------- | --------------------- | --------------------- | --------------------- | --------------------- | --------------------- |
| 52 689                | ▼44 261               | ▼35 321               | ▼20 600               | ▲21 411               | ▼21 121               | ▼20 721               | ▼20 486               |
| 2004                  | 2005                  | 2006                  | 2007                  | 2008                  | 2009                  | 2010                  | 2011                  |
| ▼20 045               | ▼19 775               | ▼19 481               | ▼19 298               | ▼19 070               | ▼18 928               | ▼18 677               | ▼18 569               |
| 2012                  | 2013                  | 2014                  | 2015                  | 2016                  | 2017                  | 2018                  | 2019                  |
| ▼18 359               | ▼18 109               | ▼17 896               | ▼17 812               | ▼17 776               | ▲17 790               | ▲17 838               | ▼ 17 810              |
| 2020                  | 2021                  | 2022                  | 2023                  | 2024                  | 2025                  |                       |                       |
|                       |                       |                       | ▼17 268               |                       | ▼16 962               |                       |                       |

| Национальный состав по переписи населения 2009 года | Национальный состав по переписи населения 2009 года | Национальный состав по переписи населения 2009 года |
| Народ                                               | Численность                                         | %                                                   |
| --------------------------------------------------- | --------------------------------------------------- | --------------------------------------------------- |
| Белорусы                                            | 16 662                                              | 88,79%                                              |
| Русские                                             | 1596                                                | 8,5%                                                |
| Украинцы                                            | 288                                                 | 1,53%                                               |
| Цыгане                                              | 41                                                  | 0,22%                                               |
| Армяне                                              | 24                                                  | 0,13%                                               |
| Татары                                              | 21                                                  | 0,11%                                               |
| Молдаване                                           | 20                                                  | 0,11%                                               |
| Поляки                                              | 16                                                  | 0,09%                                               |

По переписи 1959 года в районе проживало 50 019 человек, в том числе 47 065 белорусов (94,09%), 2421 русских (4,84%), 229 евреев, 186 украинцев, 32 поляка, 86 представителей других национальностей.

## Экономика
Выручка от реализации продукции, товаров, работ, услуг за 2017 год составила 95,7 млн рублей (около 48 млн долларов), в том числе 60,9 млн рублей (63,6%) пришлось на сельское, лесное и рыбное хозяйство, 7,4 млн на промышленность (7,7%), 5,2 млн на строительство, 21,9 млн на торговлю и ремонт.

### Сельское хозяйство
В 2017 году в сельскохозяйственных организациях под зерновые и зернобобовые культуры было засеяно 13 253 га пахотных земель, под кормовые культуры — 23 430 га. В 2016 году было собрано 41 тыс. т зерновых и зернобобовых, в 2017 году — 40,2 тыс. т (урожайность — 33,4 ц/га в 2016 году и 30,3 ц/га в 2017 году). Средняя урожайность зерновых в Гомельской области в 2016—2017 годах — 30,1 и 28 ц/га, в Республике Беларусь — 31,6 и 33,3 ц/га.
На 1 января 2018 года в сельскохозяйственных организациях района (без учёта личных хозяйств населения и фермеров) содержалось 31,3 тыс. голов крупного рогатого скота, в том числе 9 тыс. коров, а также 5,2 тыс. свиней и 872,8 тыс. голов птицы. В 2017 году в районе было произведено 8,3 тыс. т мяса в живом весе и 42,8 тыс. т молока при среднем удое 4871 кг (средний удой с коровы по сельскохозяйственным организациям Гомельской области — 4947 кг в 2017 году).

### Транспорт
Через район проходят автодороги Гомель — Ветка — Светиловичи — граница Российской Федерации; Р124Ветка — Добруш, Р30Ветка — Чечерск.

## Здравоохранение
В 2017 году в учреждениях Министерства здравоохранения Республики Беларусь насчитывалось 56 практикующих врачей (31,4 в пересчёте на 10 тысяч человек; средний показатель по Гомельской области — 39,3, по Республике Беларусь — 40,5) и 217 средних медицинских работников. Число больничных коек в лечебных учреждениях района — 144 (в пересчёте на 10 тысяч человек — 80,7; средний показатель по Гомельской области — 86,4, по Республике Беларусь — 80,2).

## Образование
В 2017 году в районе действовало 14 учреждений дошкольного образования (включая комплексы «детский сад — школа») с 0,7 тыс. детей. В 2017/2018 учебном году действовало 17 учреждений общего среднего образования, в которых обучалось 2 тыс. учеников. Учебный процесс в школах обеспечивали 284 учителя, на одного учителя в среднем приходилось 6,9 учеников (среднее значение по Гомельской области — 8,6, по Республике Беларусь — 8,7).

## Культура
В районном центре расположен Ветковский музей старообрядчества и белорусских традиций имени Ф. Г. Шклярова. В музее собрано 6,3 тыс. музейных предметов основного фонда. В 2016 году музей посетили 17 тыс. человек (седьмой показатель в Гомельской области).
Также расположены:
- Музей боевой и трудовой славы ГУО «Средняя школа № 1 г. Ветки имени А. А. Громыко» в Ветка
- Музей ГУО «Радужская средняя школа имени М. Г. Батракова» в Радуга
- Музей ГУО «Светиловичская средняя школа» в Светиловичи
- Музеи в базовых и средних школах Хальч, Шерстин, Столбун и др.

### Нематериальное наследие
- Неглюбский рушник в Неглюбка. В 2016 году элемент нематериального культурного наследия «Неглюбские текстильные традиции» был включён в Государственный список историко-культурного наследия Беларуси.

### Традиции
- Аутентичный обряд «Пахаванне стралы» в Столбун

## Достопримечательности
- На  территории  района  расположено  55  памятников  истории  культуры,  расположены  3  памятника  архитектуры – Дворец Войнич-Сеножацких. (Хальч),  Дом купца Грошикова  (здание музея в Ветка.)
- 64 памятника археологии. В Новосёлках обнаружены каменные орудия, похожие на артефакты ориньякской культуры
- Спасо-Преображенский собор в Ветка
- Николаевская церковь (XIX в.) в д. Железники —  Историко-культурная ценность Республики Беларусь, шифр 313Г000153
- Свято-Михайловская церковь (1991) в Хальч
- Церковь Святого Николая (1777) в Столбун
- Часовня (2000-2001) в Светиловичи
- Церковь Святителя Николая Чудотворца (1991) в Неглюбка
- Аллея Героев — известных уроженцев Ветковского района (2017), в Ветке, площадь Красная, в сквере

### Памятник, скульптура
- Памятный знак отселённым деревням в связи с ЧАЭС в Ветке
- Памятный знак известным уроженцам Ветковского района в Ветке

## Галерея

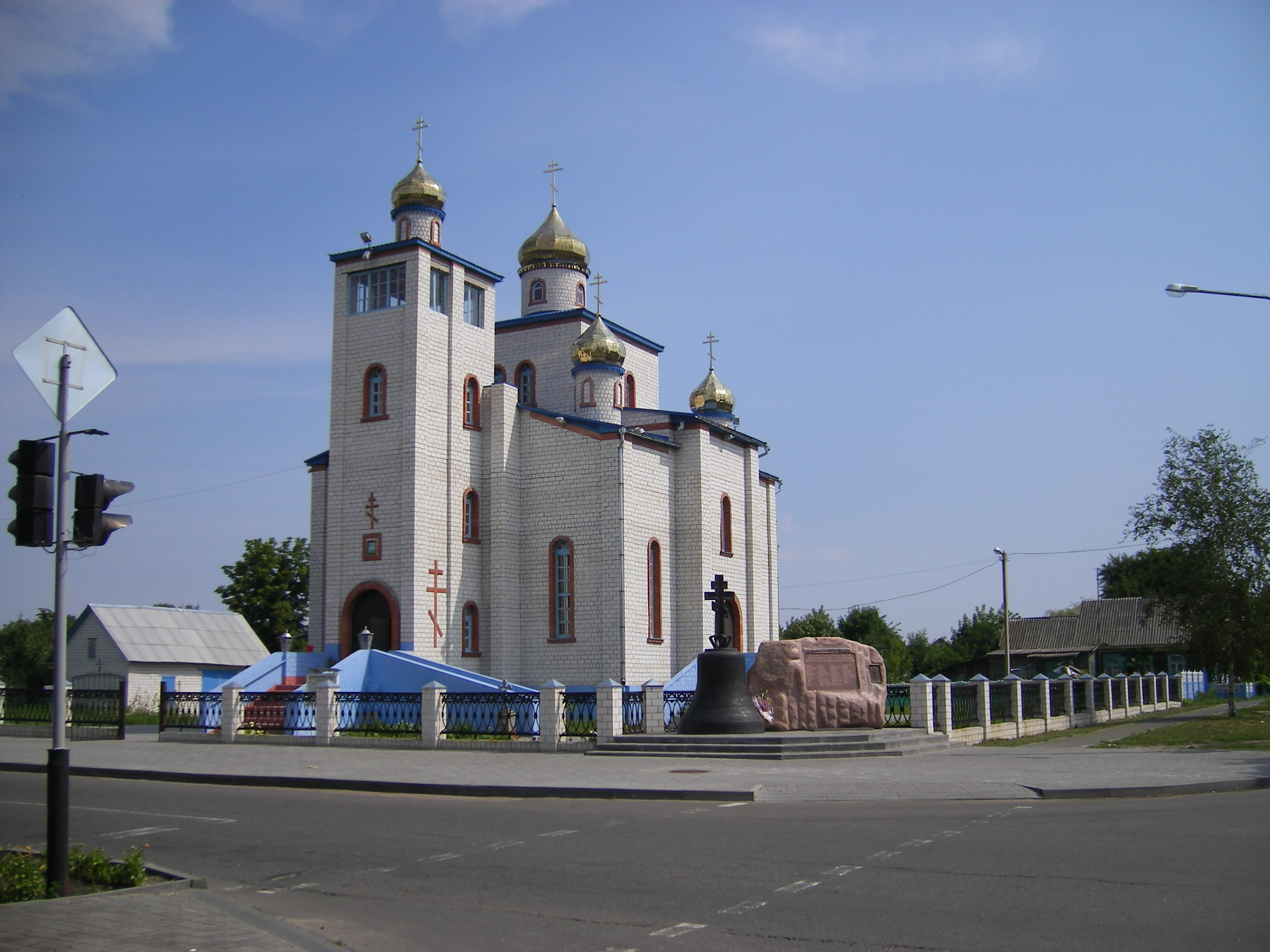
Спасо-Преображенский собор в Ветка
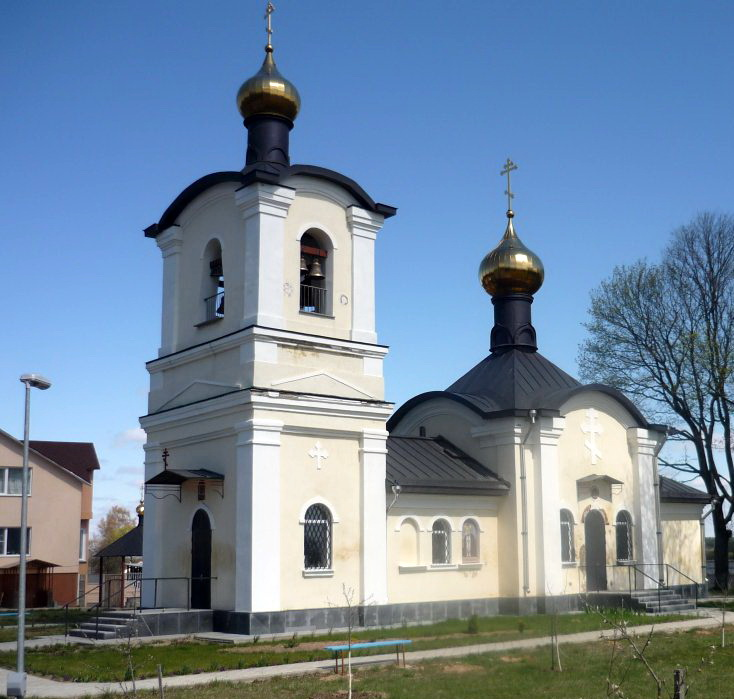
Николаевская церковь в Железники
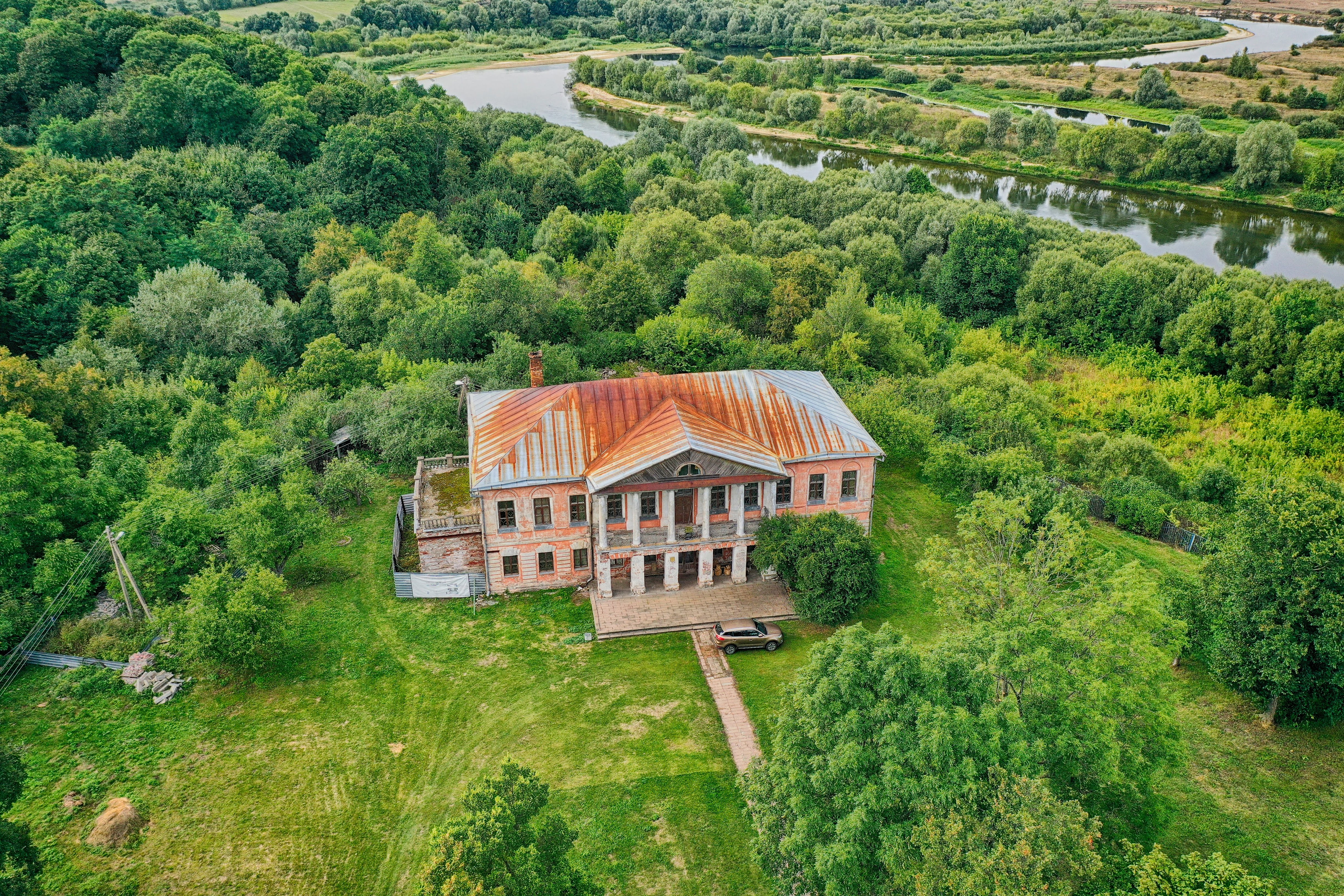
Дворцово-парковый комплекс Войнич-Сеножецких в Хальч
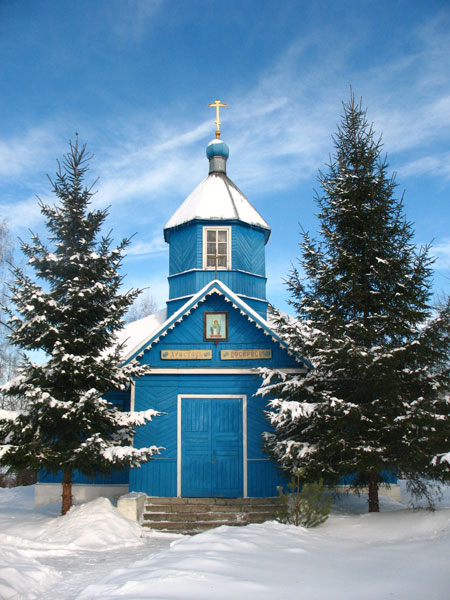
Свято-Михайловская церковь в Хальч
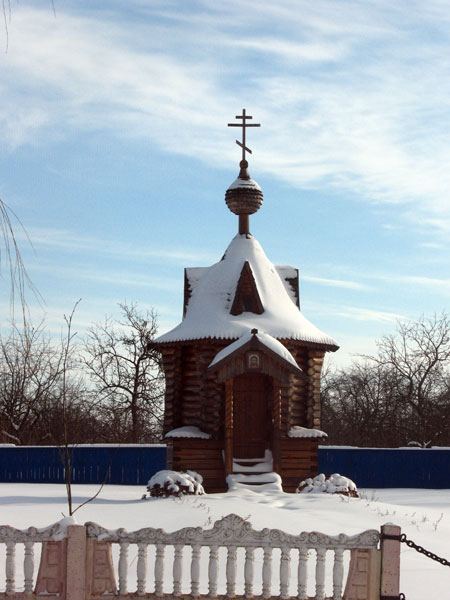
Православная каплица в Хальч
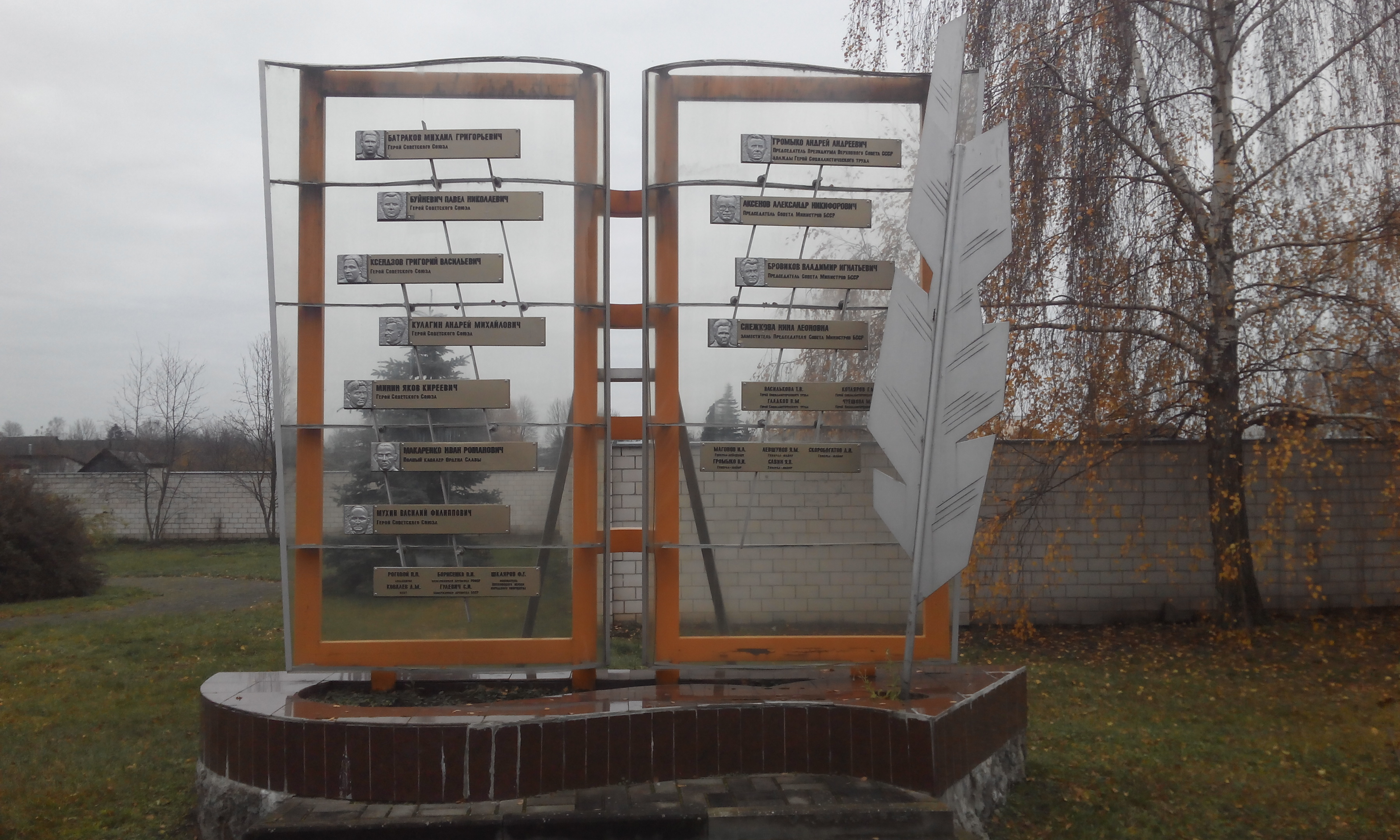
Памятный знак известным уроженцам Ветковского района в Ветка
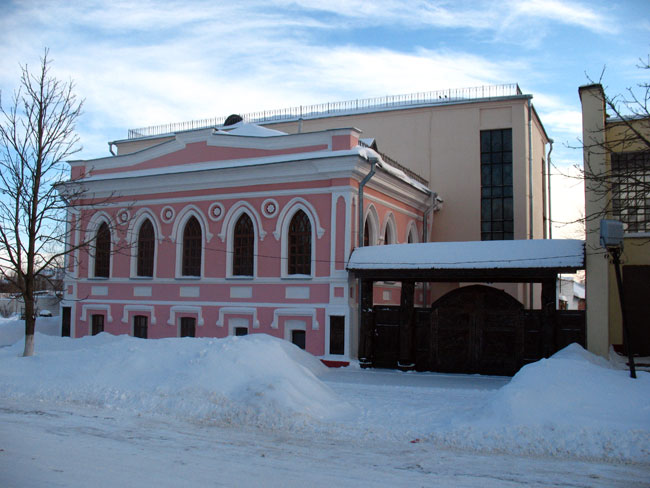
Бывший дом купца Грошикова, ныне музей в Ветка
Часовня в Светиловичи

## СМИ
Издаётся газета «Голас Веткаўшчыны».